# Хор-Дубай
Хор-Дубай (араб. خور دبي‎) — морской рукав естественного происхождения, протянувшийся от Персидского залива вглубь эмирата Дубай на 14 километров. Делит город Дубай на две части: Бур-Дубай на западе и Дейра на востоке. В месте впадения в Персидский залив ширина его составляет 115 метров, в его конечной части — около 1400 метров.

## Местоположение

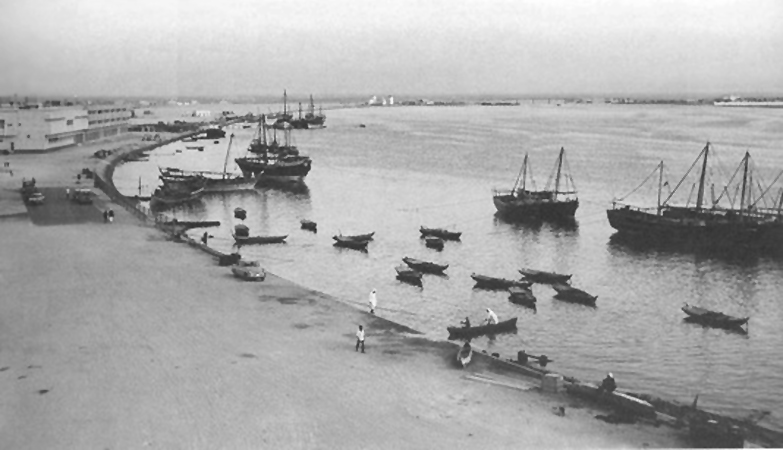
Хор-Дубай в 1964 году

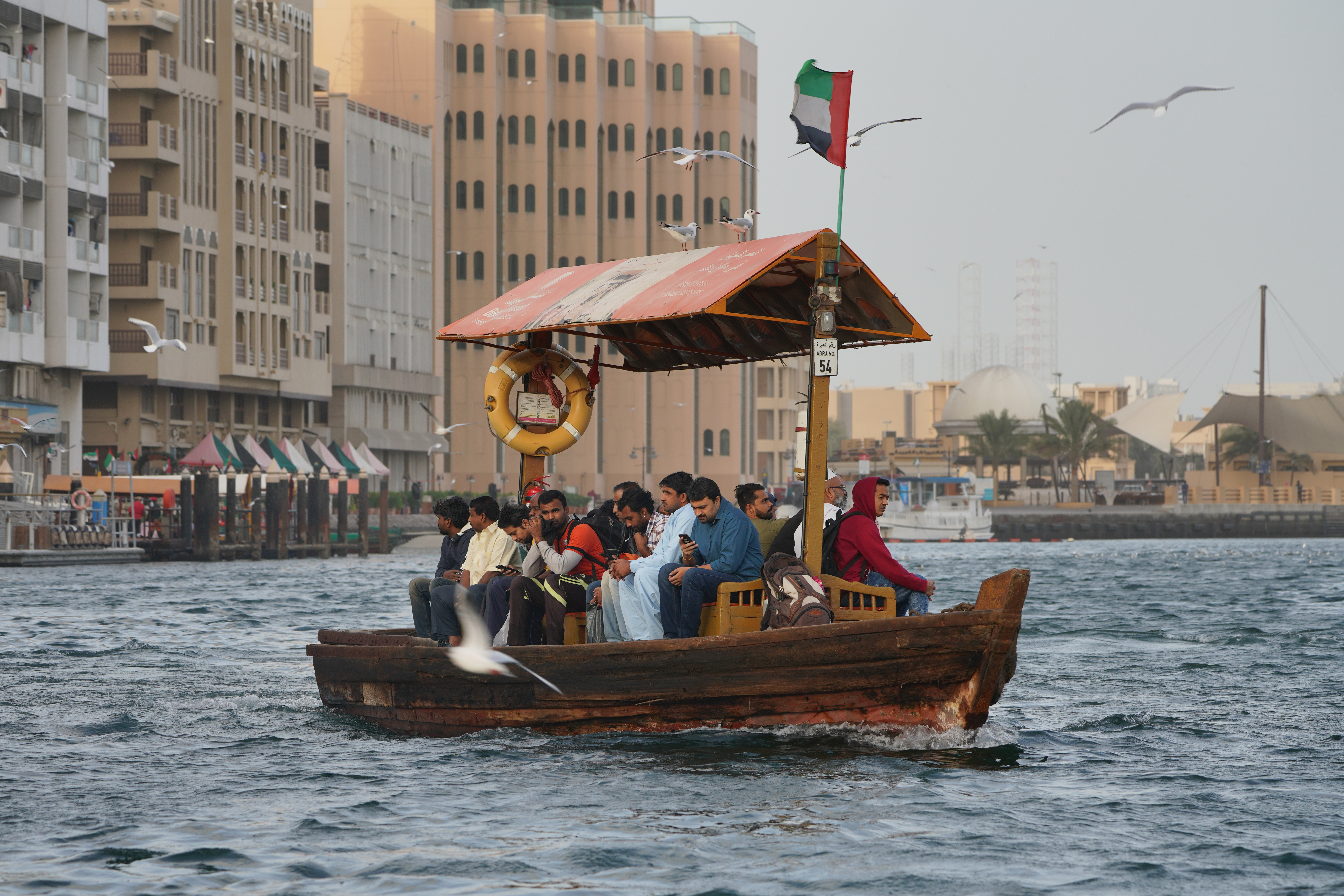
Абра для переправы через Хор-Дубай

Хор-Дубай пролегает в восточной части города Дубай, устье его находится несколько восточнее пассажирского порта Порт Рашид. На протяжении приблизительно 7 километров он устремлён строго на юг, затем поворачивает в западном направлении, образуя нечто вроде озера. Через этот морской рукав проложены три моста: Бизнес-Бей (открыт в 2007 году), аль-Мактум и аль-Гархуд. На его западном берегу находится дубайский Криксайд-парк, постепенно переходящий в Детский город (Dubai Children’s City) своего рода «город в городе» Дубая, сооружённый в 2002 году. Оканчивается Хор-Дубай окружённой лесом лагуной Рас-эль-Хор (Ras al Khor Wildlife Sanctuary), являющейся природоохранной зоной и где собираются в сезон до 20 тысяч перелётных птиц.
Оба берега Хор-Дубая связывают также туннель эш-Шиндага, выходящий на западном берегу (Бур-Дубай) к городскому району Шиндагха, где ранее находилась резиденция шейха Саида эль-Мактума, и водные такси, представляющие собой модернизированные традиционные арабские лодки абра, курсирующие через канал от Дейры к Бар-Дубаю. Приблизительно в километре от устья Хор-Дубая на западном его берегу начинаются кварталы «старого города».

## История
Хор-Дубай сыграл основополагающую роль в создании города Дубай. Именно на его берегах появились первые постройки города. Первоначально это были хижины рыбаков и искателей жемчуга, однако с ростом стратегического значения региона здесь появляются торговые дома и мореходные компании. Всё большую роль играл канал как удобная естественная гавань и морской порт. В 1970 годы Хор-Дубай был углублён с тем, чтобы его могли использовать и крупнотоннажные суда. В настоящее время его роль как порта всё же значительно уменьшилась, так как международное судоходство теперь использует в Дубае морские порты непосредственно на побережье Персидского залива: (Порт Рашид и Джабаль-Али).